# Jerzy Wiktor Madeyski
Jerzy Wiktor Madeyski h. Poraj (ur. 15 marca 1872  w Liszkach, zm. 24 stycznia 1939 w Krakowie) – polski prawnik (doktor praw), urzędnik  administracji Austro-Węgier, szef Krajowego Komisariatu Cywilnego przy Generalnym Gubernatorstwie Lubelskim (1916–1918), minister oświaty Przedlitawii (1918), pierwszy poseł II Rzeczypospolitej w Republice Weimarskiej (Niemcy) (1921–1923).

## Życiorys
Urodził się w rodzinie Stanisława Madeyskiego, ministra oświaty i wyznań Przedlitawii i rektora Uniwersytetu Jagiellońskiego, i Konstancji Ewy Wiktorii z Kozubowskich h. Mora (1844–1922). Był bratem Zofii (ur. 1867), Ewy (1868–1868), Marii (1874–1874) i Roberta (1879–1951). Studiował prawo na Uniwersytecie Wiedeńskim i Uniwersytecie Jagiellońskim, gdzie w 1895 uzyskał doktorat. W 1896 podjął pracę w Ministerstwie Wyznań i Oświaty w Wiedniu. Jesienią 1912 w randze radcy dworu został tam szefem sekcji. W 1913 otrzymał rangę radcy ministerialnego.
W czasie I wojny światowej awansował na szefa sekcji do spraw administracji szkół powszechnych i średnich. W połowie 1916 mianowany szefem Cywilnego Komisariatu Krajowego przy Generalnym Gubernatorstwie Lubelskim (okupowana przez armię Austro-Węgier część Kongresówki). Po traktacie brzeskim podał się do dymisji, przyjętej 19 lutego 1918. 25 lipca 1918 powołany na stanowisko ministra oświaty w rządzie Maxa Hussarka, przedostatniego premiera Przedlitawii. Z funkcji ustąpił 25 października 1918. 
Podczas wojny polsko-bolszewickiej zgłosił się ochotniczo do Wojska Polskiego. 3 września 1921 mianowany pierwszym posłem nadzwyczajnym i ministrem pełnomocnym RP w Niemczech (Republika Weimarska). Odwołany z Berlina 1 maja 1923, odszedł z Ministerstwa Spraw Zagranicznych. Pracował w komisji oszczędnościowej przy Prezydium Rady Ministrów, 1 lipca 1925 przeszedł na wcześniejszą emeryturę. Zamieszkał w Krakowie, gdzie zmarł. Pochowany na cmentarzu Salwatorskim (sektor SC4-7-5).
Był mężem Marii Homolacs (zm. 1944), z którą miał trzy córki: Zofię (1897–1981), żonę Józefa Fudakowskiego, Krystynę (1901–1920) i Marię (ur. 1914) oraz syna Stanisława Jerzego (1899–1918).

## Ordery i odznaczenia
- Krzyż Komandorski Orderu Odrodzenia Polski (7 listopada 1925)[5]
- Wielka Wstęga Orderu Korony Rumunii (Rumunia, 1931)[6]
- Kawaler Orderu Franciszka Józefa (Austro-Węgry, 1903)[7]